# فابيان لوفيفر
فابيان لوفيفر (بالفرنسية: Fabien Lefèvre)‏ هو راكب الكنو فرنسي، ولد في 18 يونيو 1982 في أورليان في فرنسا.

## وصلات خارجية
- فابيان لوفيفر على موقع الاتحاد الدولي للكانو (الإنجليزية)
- فابيان لوفيفر على موقع اللجنة الأولمبية الدولية (الإنجليزية)
- فابيان لوفيفر على موقع أوليمبيديا (الإنجليزية)
- فابيان لوفيفر على موقع اللجنة الأولمبية الفرنسية (مؤرشف) (الفرنسية)